# 馬爾科姆 (內布拉斯加州)
馬爾科姆（英語：Malcolm）是位於美國內布拉斯加州蘭開斯特縣的村。

## 人口
根據2020年美國人口普查的數據，馬爾科姆的面積為0.39平方千米，皆為陸地。當地共有人口457人，而人口密度為每平方千米1,172人。